# Ilača
Ilača is een plaats in de gemeente Tovarnik in de Kroatische provincie Vukovar-Srijem. De plaats telt 1009 inwoners (2001).